# Søren Nielsen
Søren Nielsen (Risby, 1º aprile 1853 – 2 gennaio 1922) è stato un produttore cinematografico e regista danese.

## Filmografia

### Produttore
- Fra storstadens dyb, regia di Carl Alstrup - cortometraggio (1910)
- København ved Nat, regia di Carl Alstrup - cortometraggio (1910)
- Bukseskørtet - cortometraggio (1911)
- Københavnerliv - cortometraggio (1911)
- Lersøens Konge - cortometraggio (1911)

### Regista
- Hovmod staar for Fald - cortometraggio (1911)
- Kærlighed ved Hoffet, co-regia di Jørgen Lund - cortometraggio (1912)